# 쿠팡
쿠팡주식회사(Coupang)는 전자 상거래(E-Commerce) 사업을 운영하는 대한민국의 미국의 기업이다.
2010년 8월 10일, 하버드 대학교 졸업 후 보스턴컨설팅그룹(BCG)을 거쳐 하버드 비즈니스 스쿨을 중퇴한 미국 국적인 김범석 대표가 창업을 했으며 2021년 현재 누적 적자는 4조 2,000억원에 달한다. 3년 만에 연간 거래액 1조원을 기록하였다. 2015년 2월에는 전 세계 1조클럽에 포함되었다.
다른 오픈마켓은 거래액의 2~10%에 달하는 수수료수입을 매출로 보는 반면 , 쿠팡이 행하는 직매입 매출은 거래액 전체를 매출로 보는 특성상, 실제 거래액으로는 점유율이 적은 편이다. 네이버 보다 거래액이 적고 이베이코리아와 비슷한 수준으로 국내 2위 거래액을 기록중이다.
누적적자로 자본금이 계속 소진되어 2019년 금감원으로부터 자본금확충명령을 받은바가 있다.

## 역사
하버드 대학교를 졸업한 한국계 미국인 김범석 대표가 2010년 8월 10일 창업했다. 2017년 최대규모의 물류센터 설립과 배송 시스템의 지속적인 개선으로 인해 업무 효율이 상승했다. 2020년 대한민국의 코로나19 범유행으로 인해 매출이 급증하였다. 하지만 2019년까지의 누적 적자는 3조 7,000억원이며, 현재 예상 누적 적자는 약 4조 5,000억원 안팎으로 불어난다고 추정하고 쿠팡IPO를 회의적으로 보는 시각을 조선비즈가 보도했다.

## 제도

### 입점
쿠팡을 통해 상품을 판매하기 위해서는 입점을 해야 한다. 입점은 쿠팡 마켓플레이스, 쿠팡 로켓그로스 또는 쿠팡 윙에서 입점 신청을 통해 가능하다. 입점이 완료되고 나면 쿠팡 윙에서 판매자로서 각종 관리활동이 가능하다. 현재 쿠팡에서 별도의 판매자용 앱은 출시하지 않았기 때문에 쿠팡에 입점한 판매자는 웹페이지 기반의 판매자센터인 쿠팡 윙을 사용해야 한다.

### 쿠팡 파트너스
2018년 7월부터 SNS 등 온라인 공간에 광고 링크를 걸어 클릭으로 매출이 발생할 경우 3%의 커미션을 주는 시스템인 '쿠팡 파트너스'를 운영하고 있다. 2020년부터 제품 리뷰 게시물이나 영상에 쿠팡 파트너스 광고가 굉장히 많아졌다.

## 그 외 사업
- 쿠팡이츠
- CPLB

## 사건사고 및 논란

### 광고메일
2014년 11월부터 적용된 개정 '정보통신망 이용촉진 및 정보보호 등에 관한 법률' 시행령에 따르면 광고성 이메일을 보낼 때 제목 앞에 반드시 '광고' 문구를 달아야 하나 계도기간(2015년 2월까지)임을 악용하여 이를 지키지 않았음이 언론을 통해 드러나기도 했다.

### 배송기사 사망사건
2020년 3월 12일 새벽, 경기도 안산시에서 새벽배송 업무하는 중에 배송기사가 사망했다.

### 물류센터 사망사건
2020년 5월 27일 오전 2시 40분경 인천 물류4센터 4층 화장실에서 계약직 근로자(40대 남)가 사망했다.

### 코로나19 확진 관련
쿠팡 부천물류센터를 중심으로 코로나바이러스감염증-19 확진 환자가 집중적으로 발생되자 80명의 확진 환자가 발생되었고, 얼마 못 가 고양 물류센터마저 1명의 확진 환자가 생겼다. 쿠팡을 중심으로 하는 코로나바이러스-19 감염증 관련 확진 환자가 111명까지 늘어나고 있다. 인천 학원 강사의 코로나 수칙이 무시되는 행동이 쿠팡을 코로나의 또 다른 진원지로 만들었지만, 현재는 주춤하였다. 현재까지 여러 정황을 종합해 볼 때 쿠팡 업체의 조치가 미흡했다는 보도가 이어지고 있다. 하지만 쿠팡 경영진과 홍보팀은 이에 대한 자세한 설명을 언론에 하고 있지 않다고 언론들은 불만이다. 하지만 미국 상장에 대한 홍보는 상상을 초월할 정도로 하고 있다. 그러나 물류센터의 와쳐라는 코로나 감독관은 마스크를 절대 벗을 수 없다고 한다.
고양시에서 2번째 사망자가 발생했는데 고양 48번 확진자로 경기도의료원 안성병원에서 새벽 5시 12분에 숨을 거뒀다. 사인은 폐렴이 악화되어서 사망했다고 알려졌다.

### 이천 쿠팡 물류센터 화재
2021년 6월 17일, 경기도 이천시의 쿠팡 물류센터에서 화재가 발생, 건물 전층으로 연소가 확산되었던 것으로 보인다. 화재의 원인은 전기 합선으로 추정되어 있으며 화재가 건물 전체로 번졌다. 화재 당시 쿠팡에 근무한 직원 200여명도 대피한 것으로 나와 있다. 해당 물류센터는 인천광역시, 대구광역시 등과 함께 쿠팡의 3대 거점 물류센터 중 하나로 알려져 왔다.해당 화재가 발생된 물류센터에는 신선식품이 아닌 이외의 일반 상품만 취급하며, 가공식품도 물론 포함된다.

### 쿠팡검색어 조작 논란
쿠팡에서 쿠팡이 만든 물건들을 홈페이지에서 검색하면 위에 놓고, 일반 회사에서 납품한 물건들은 밑에 넣는 등의 검색어를 조작한 논란이 있다. 순위를 상단에 올려 자주 노출되는 효과가 있다

### 검색어 관련
2019년 12월 한 사용자가 가미카제 상품을 추가하였고 이는 곧 모든 언론들에서 밝혀지며 아주 큰 논란으로 바뀌였다.

### 쿠팡이츠 한집배달
쿠팡이츠의 한집배달 서비스는 소비자가 추가 배달료를 지불하면 배달기사가 해당 주문만을 픽업하여 신속하게 배달하는 서비스이다. 그러나 실제로는 배달기사가 여러 매장에서 음식을 수령한 후, 한집배달 주문을 가장 먼저 배달하는 방식으로 운영되고 있었다. 소비자는 추가 비용을 지불했지만 그만큼의 서비스를 받지 못해 불만을 제기하게 되고, 배달기사는 자신이 한집배달 서비스를 수행 중인지 인지하지 못한 채 여러 주문을 동시에 처리하게 되어 불만이 제기되고 있다.

## 같이 보기
- 티몬
- 위메프
- 우먼스톡